# Гайова
Гайо́ва (рос. Гаёва) — присілок у складі Ірбітського міського округу Свердловської області.
Населення — 535 осіб (2010, 517 у 2002).
Національний склад населення станом на 2002 рік: росіяни — 98 %.